# 파이썬 패키지 인덱스

로고

파이썬 패키지 인덱스(Python Package Index, PyPI, /ˌpaaəpiˈaɆ/) 또는 치즈 숍(Cheese Shop):8:742은 파이썬용 공식 타사 소프트웨어 저장소이다. 이는 펄:36용 CPAN 저장소 및 R용 CRAN 저장소와 유사하다. PyPI는 자선단체인 파이썬 소프트웨어 재단에서 운영한다. pip를 포함한 일부 패키지 관리자는 PyPI를 패키지 및 해당 종속성의 기본 소스로 사용한다.
2022년 1월 17일 현재 PyPI를 통해 350,000개 이상의 파이썬 패키지에 액세스할 수 있다.
2023년 5월에는 450,000개 이상의 파이썬 패키지를 사용할 수 있다.
PyPI는 주로 sdists(소스 배포판) 또는 미리 컴파일된 "휠"이라는 아카이브 형태로 파이썬 패키지를 호스팅한다.
PyPI를 색인으로 사용하면 사용자는 무료 소프트웨어 라이센스 또는 POSIX와의 호환성과 같은 메타데이터에 대한 필터나 키워드로 패키지를 검색할 수 있다. PyPI의 단일 항목은 패키지 및 해당 메타데이터 외에도 패키지의 이전 릴리스, 사전 컴파일된 휠(예: 윈도우의 DLL 포함)은 물론 다양한 운영 체제 및 파이썬 버전에 대한 다양한 형식을 저장할 수 있다.